# Песочный человек (фильм, 2011)
«Песочный человек» (нем. Der Sandmann) — кинофильм режиссёра Петера Луизи, вышедший на экраны в 2011 году.

## Сюжет
Житель Цюриха Бенно вполне удовлетворён своей жизнью, лишь хозяйка расположенного этажом ниже кафе — молодая женщина по имени Сандра — мешает ему спать, каждую ночь репетируя свой номер для шоу талантов. Однажды Бенно замечает в своей квартире странный песок и вскоре осознаёт, что этот песок сыплется из его собственного тела. Особенно обильно выделение происходит во время сна, причём в последнее время Бенно стал видеть странные сны о своей совместной жизни с ненавистной Сандрой. К своему удивлению, он узнаёт, что такие же сны видит и женщина…

## В ролях
- Фабиан Крюгер — Бенно
- Фрёляйн Да Капо — Сандра
- Бит Шлаттер — Макс
- Флорине Елена Деплацес — Патриция
- Каспар Вайс — Вальтер
- Зигфрид Терпортен — Штефан
- Михел Гамменталер — Димитри

## Награды и номинации
- 2011 — три номинации на премию Swiss Film Prize: лучший фильм (Петер Луизи), лучший сценарий (Петер Луизи), лучший актёр (Фабиан Крюгер).
- 2011 — 4 приза кинофестиваля в Брекенридже (Колорадо), в том числе за лучшую комедию, сценарий, режиссуру и мужскую роль.
- 2011 — два приза кинофестиваля в Баффало: за лучшую мужскую роль (Фабиан Крюгер) и женскую роль второго плана (Флорине Елена Деплацес).
- 2011 — приз за лучшую режиссуру на кинофестивале в Хобокене (Нью-Джерси).
- 2011 — приз за лучший фильм на кинофестивале Crossroads в Джексоне (Миссисипи).
- 2011 — приз зрительских симпатий кинофестиваля Макса Офюльса.
- 2011 — Гран-при кинофестиваля в Нью-Джерси (New Jersey Film Festival).
- 2011 — почётное упоминание на кинофестивале в Филадельфии (Philadelphia Film Festival).
- 2011 — приз за лучший фильм на кинофестивале в Риверсайде (Калифорния).
- 2011 — приз за лучший фильм на фестивале независимых фильмов в Сиэтле (Seattle’s True Independent Film Festival).
- 2012 — специальное упоминание на Брюссельском фестивале фантастических фильмов.